# Mateusz Bartkowiak
Mateusz Bartkowiak (ur. 7 lutego 2003 w Drezdenku) – polski żużlowiec.

## Życiorys
Karierę w sporcie żużlowym rozpoczął na miniżużlu w klubie GUKS Speedway Wawrów. Licencję żużlową uzyskał 30 marca 2018 roku na torze w Grudziądzu w barwach Stali Gorzów Wielkopolski.
W sezonie 2018 występował w rozgrywkach juniorskich. Finalista indywidualnych mistrzostw świata w kategorii pojemnościowej 250 ccm (2018 – 2. miejsce), młodzieżowych indywidualnych mistrzostw Polski (2018 – 14. miejsce), młodzieżowych mistrzostw Polski par klubowych (2018 – 2. miejsce) i drużynowych mistrzostw Polski juniorów (2018 – 2. miejsce).
W rozgrywkach ligowych zadebiutował 5 kwietnia 2019 roku w meczu rozgrywanym w Częstochowie z forBET Włókniarzem. Pierwsze punkty w Ekstralidze zdobył 28 kwietnia 2019 r. w meczu przeciwko Unii Leszno. Wygrał wówczas bieg czwarty, przyjeżdżając do mety przed Bartoszem Zmarzlikiem, Dominikiem Kuberą i Piotrem Pawlickim. Najlepszym występem Bartkowiaka (7 punktów: 3,3,0,1*) w sezonie 2019 był domowy mecz z KS Toruń. Sezon zakończył ze średnią biegową 0,618. Z powodu kontuzji odniesionej w lipcu 2020 podczas pierwszej rundy ligi juniorów, w sezonie 2020 wystąpił tylko w dwóch meczach ligowych Stali Gorzów. 
Sezon 2021 spędził na wypożyczeniu w GKM Grudziądz. Zawodnik wypowiadał się, że po skończeniu wypożyczenia zamiast powrócić do Stali Gorzów, woli zostać w Grudziądzu, na co nie chciał zgodzić się Gorzowski klub. Ostatecznie powrócił jednak do macierzystego klubu. 